# Comitato di Heves
Il comitato di Heves (in ungherese Heves vármegye, in tedesco Komitat Hewesch, in latino Comitatus Hevesiensis) è stato un antico comitato del Regno d'Ungheria, oggi situato in Ungheria settentrionale. Capoluogo del comitato era la città di Eger.

## Geografia fisica
Il comitato di Heves, che si stendeva ai piedi dei Monti Mátra, confinava con gli altri comitati di Nógrád, Gömör-Kishont, Borsod, Hajdú, Jász-Nagykun-Szolnok e Pest-Pilis-Solt-Kiskun.

## Storia
L'origine del comitato di Heves risale al XIII secolo; in seguito, tra il 1596 ed il 1687, fu governato dai Turchi. Il comitato rimase sostanzialmente intatto in seguito al Trattato del Trianon, mantenendo la sua estensione per tutta la durata del periodo interbellico e anche in seguito alla proclamazione della Repubblica Popolare d'Ungheria (1949). Per effetto delle riforme amministrative del 1950, il territorio dell'antico comitato venne modificato ed accresciuto della regione a nord di Eger, proveniente dal comitato di Borsod-Abaúj-Zemplén, mentre alcune parti passarono ad altre province (la regione intorno a Pásztó si trova attualmente nella contea di Nógrád, mentre l'area sulla sponda sinistra del Tibisco con Tiszafüred si trova in quella di Jász-Nagykun-Szolnok).